# 四条雛子
四条雛子（しじょう ひなこ）は、SNK（SNKプレイモア）の対戦型格闘ゲーム『ザ・キング・オブ・ファイターズ』シリーズに登場する架空の人物。

## キャラクター設定
四条財閥の令嬢で、名門のお嬢様学校に通っている。天然のブロンド（ロシア人とのクォーター）と華奢で小柄な見た目からは想像もつかないが、格闘スタイルや趣味は「相撲」であり、私生活では一流の専属シェフにちゃんこ鍋を作らせたりもしている。
紫の帽子とワンピースを着用し、背中に鞄を背負っている。なお、この帽子とワンピースは『ザ・キング・オブ・ファイターズ2000』（以下『KOF2000』と表記）のエンディングにおいて彼女の所属する学校の制服であることが判明している。
性格はお嬢様らしく、おっとりしていて天然。この天然ぶりについてはいささか度が過ぎていて、二度目の参加となる『ザ・キング・オブ・ファイターズ2001』（以下『KOF2001』と表記）及び自身は未参戦の『ザ・キング・オブ・ファイターズ XIII』のエンディングにおいては、その発言で周囲を振り回す天然外道な一面をみせており、麻宮アテナからは「裏も表も悪気も何もない人」と評されている。ただし、試合になると表情が一変して真剣なものとなる。
初参加の『KOF2000』においては、通っている女子校に相撲部を作るという夢を抱いており、学校の認可を得るために参戦した。このとき、公式ストーリー上ではユリ・サカザキを（ユリが油断していたとはいえ）あっさり上手投げで破っている。
その後『KOF2001』では無事に相撲部設立となったようで、キングたちにチームに誘われた際「相撲部の方々を連れて行きたい」旨の発言をしている。
さらにその後の『ザ・キング・オブ・ファイターズ2003』（以下『KOF2003』と表記）では、麻宮アテナに勧誘を受け、どこからともなくその場にやってきた少女・まりんを加え、『女子高生チーム』として参戦。
2009年に発売されたネスツ編参戦キャラクター総登場のお祭り企画『ザ・キング・オブ・ファイターズ2002 UNLIMITED MATCH』（以下『KOF2002UM』と表記）では『美少女格闘家チーム』のメンバーとして参戦。
「チャン・コーハンの巨体を見初め、相撲への勧誘を考えている」という設定こそあるものの、メインストーリー及びチームメイト以外のキャラクターとの相関関係がほぼ皆無であるのが、良くも悪くも彼女の立ち位置の特徴である。またチャンが相撲取りに合う体格から好意を抱いている。
2023年には『THE KING OF FIGHTERS XV』にてダウンロードコンテンツ追加キャラクターとして配信予定。

## ゲーム上の性能
「相撲」を格闘スタイルとして挙げるだけに、接近戦における爆発力は圧倒的である。ただし、小柄な体格が災いしリーチそのものは短くスピードにも欠けるため、相手によっては飛び道具などで完封されることも少なくない。

## 技の解説

### 必殺技
突き出し
前進して連続で張り手を繰り出し、最後は肘打ちを出す。
突き落とし
前進して張り手を出したあと、両腕を振り下ろす。
小手投げ
相手をつかまえて、地面にたたきつける。
寄り切り
相手をつかんで、壁に押し付ける。『2003』のみ「がぶり寄り」からの派生技。
掛け投げ
相手をひっくり返すように投げる。『2003』のみ「がぶり寄り」からの派生技。
がぶり寄り
『2001』と『2003』で使用するコンビネーション技。低姿勢で突進して相手をつかむ。
けたぐり
『2001』での「がぶり寄り」の派生技。相手の足元を蹴る。
はたきこみ
『2001』での「がぶり寄り」の派生技。「突き落とし」で追撃する。
突き放し
『2003』での「がぶり寄り」の派生技。攻撃力の無い突き飛ばし。
上手投げ
『2003』での「がぶり寄り」の派生技。相手を逆方向に投げる。

四股踏み
『2002UM』のみ使用。大きく足を上げて四股を踏んで地面を揺らす。
五輪突き
『2002UM』のみ使用。低姿勢で前進して両手で突く。
超頭突き
『2003』のみ使用。放物線をかいてジャンピングヘッドバットを繰り出す。
突き上げ
『2003』のみ使用。「突き出し」と同タイプの技で、最後にアッパー気味の張り手を出す。

### 超必殺技など
合掌ひねり
相手の頭を両手ではさんで投げるコマンド投げ。
大一番
『2001』と『2003』で使用する超必殺技。体当たりして、乱舞を繰り出す。
大車輪ノド輪落とし
『2002UM』において使用するMAX2。相手をつかみ、高く飛び上がり、地面にたたきつける。
諸手突き
『2003』において使用するリーダー超必殺技。高速で突きを出す。

### ストライカー動作
鉄砲雛
低姿勢で構えてから、前進して突き出す。

## 担当声優
- 川澄綾子 -『KOF2000』、『KOF2001』、『KOF2002UM』、『KOF2003』
- 田村茜音 -『KOF XV』[1]

## 関連人物
- 藤堂香澄 - 『KOF 2000』チームメイト
- ユリ・サカザキ - 『KOF 2000』チームメイト
- 不知火舞 - 『KOF 2000』『KOF 2001』チームメイト
- キング - 『KOF 2001』チームメイト
- 李香緋 - 『KOF 2001』『KOF 2002UM』チームメイト
- メイ・リー - 『KOF 2002UM』チームメイト
- 麻宮アテナ - 『KOF 2003』チームメイト
- まりん - 『KOF 2003』チームメイト
- チャン・コーハン - 雛子が相撲取りとして勧誘したいと考えてる人物で雛子が想いを寄せる人物